# Jürgen Dormann
Jürgen Dormann, född 1940 i Heidelberg, är sedan 2005 ordförande för ABB, där han tidigare var VD ("CEO"). Dorman har i Tyskland även valts till utmärkelsen Årets chef.
Dormann är även känd för sin inblandning i Pensionsaffären i ABB 2002 kring de höga pensionerna för de tidigare ABB-cheferna Percy Barnevik och Göran Lindahl.